# Saljut 6 EO-4
Saljut 6 EO-4 war die Bezeichnung für den vierten Langzeitaufenthalt an Bord der sowjetischen Raumstation Saljut 6. Die beiden Kosmonauten starteten mit Sojus 35 und kehrten mit Sojus 37 zur Erde zurück.

## Besatzung
- Leonid Iwanowitsch Popow, Kommandant
- Waleri Wiktorowitsch Rjumin, Bordingenieur

### Ursprüngliche Planung
Während der Vorbereitung wurde die Mannschaftseinteilung zweimal geändert. Zuerst bestand die Hauptmannschaft aus Leonid Popow und Walentin Lebedew. Wie üblich sollte das Kommando einem Militärpiloten übergeben werden, während die Position des Bordingenieurs aus den Reihen von RKK Energija besetzt wurde. Lebedew war schon nach relativ kurzer Ausbildung mit Sojus 13 ins All geflogen, danach bildete er zusammen mit Popow die Unterstützungsmannschaft von Saljut 6 EO-1 und Saljut 6 EO-2 sowie die Ersatzmannschaft von Saljut 6 EO-3. Die Ersatzmannschaft bestand zuerst aus Wjatscheslaw Sudow und Boris Andrejew. Sudow hatte bereits mit Sojus 23 Weltraumerfahrung gesammelt, Andrejew war Neuling. Zusammen hatten sie bereits die Unterstützungsmannschaft von Saljut 6 EO-3 gebildet.

### Lebedews Verletzung
Im Laufe der Vorbereitung verletzte sich Lebedew jedoch beim Trampolinspringen am Bein, so dass sein Einsatz nicht mehr möglich war. Wie in der sowjetischen Raumfahrt üblich wurde gleich die komplette Mannschaft ausgewechselt. Somit rückten Sudow und Andrejew in die Hauptmannschaft auf. Popow wurde in die Ersatzmannschaft zurückgestuft. Er bekam als neuen Bordingenieur Waleri Rjumin zugeteilt, der erst kurz zuvor von der Langzeitmission Saljut 6 EO-3 zurückgekehrt war.

### Letzte Änderung
Kurze Zeit vor dem Start gab es schließlich noch die letzte Änderung. Aufgrund der Leistungen während der Vorbereitung wurde der Mannschaft Popow/Rjumin doch der Vorzug vor Sudow/Andrejew gegeben.

## Zustand der Raumstation
Rjumin hatte zur vorigen Langzeitbesatzung Saljut 6 EO-3 gehört und zusammen mit Wladimir Ljachow die Station am 19. August 1979 verlassen. Seit dem 29. März 1980 lag der unbemannte Raumfrachter Progress 8 am hinteren Kopplungsstutzen.

## Missionsverlauf

### Start und Inbetriebnahme
Der Start von Sojus 35 mit Popow und Rjumin an Bord erfolgte am 9. April 1980. Rjumin trat damit exakt zweieinhalb Jahre nach Sojus 25 bereits seinen dritten Raumflug an. In der sowjetischen Raumfahrt hatten zuvor nur die Kopplungsspezialisten Schatalow und Jelissejew eine ähnlich stürmische Karriere gemacht. Am Folgetag dockte Sojus 35 an den vorderen Kopplungsstutzen von Saljut 6 an. Nach dem Umsteigen bemerkte Rjumin, dass die Fenster gegenüber seinem letzten Besuch matter geworden waren. Auch hatten sie durch Mikrometeoriten Kratzer bekommen. Popow und Rjumin nahmen die Station wieder in Betrieb, in dem sie Teile des Lageregelungssystems ersetzten, ein neues Vorwarnsystem installierten, die Uhren neu stellten, eine neue Batterie anschlossen und die Luft austauschten.
Am 25. April 1980 hatte Progress 8 seine Aufgaben erledigt und wurde von der Raumstation abgekoppelt. Wie geplant verglühte der Frachter in der Erdatmosphäre.
Schon am 29. April koppelte mit Progress 9 das nächste Versorgungsraumschiff an. Dieses Schiff war im Gegensatz zu seinen Vorgängern mit einer Leitung ausgestattet, die an die Trinkwassertanks der Raumstation angeschlossen werden konnte. Zuvor hatten die Kosmonauten das Wasser in einzelnen Kanistern transportieren müssen. Progress legte am 20. Mai wieder ab.

### Erster Besuch: Sojus 36
Den ersten Besuch bekamen Popow und Rjumin am 27. Mai 1980, als um 19:56 das Raumschiff Sojus 36 an den hinteren Kopplungsstutzen ankoppelte. An Bord waren Kommandant Waleri Kubassow sowie der ungarische Forschungskosmonaut Bertalan Farkas. Wie üblich wurde eine Woche lang zu viert geforscht, bis sich Kubassow und Farkas am 3. Juni in das Raumschiff Sojus 35 begaben. Die Abkopplung erfolgte um 11:50, die Landung um 15:06:23. Popow und Rjumin blieben mit dem frischen Raumschiff Sojus 36, das sie am Folgetag zum vorderen Kopplungsstutzen umsetzten, zurück. Damit flogen Raumfahrer zum ersten Mal in einem Raumschiff, mit dem sie nicht gestartet waren, und mit dem sie auch nicht landen sollten.

### Zweiter Besuch: Sojus T-2
Schon zwei Tage später erfolgte der nächste Besuch. Mit Sojus T-2 koppelte am 6. Juni 1980 um 15:58 das erste bemannte Exemplar der neuen Generation des Sojus-Raumschiffs an. Die beiden Kosmonauten Juri Malyschew und Wladimir Aksjonow blieben aber nur drei Tage bei Popow und Rjumin an Bord der Saljut 6. Am 9. Juni um 09:20 wurde abgekoppelt, die Landung von Sojus T-2 erfolgte um 12:39.
Am 1. Juli 1980 koppelte um 05:53:00 der unbemannte Raumtransporter Progress 10 an und versorgte Besatzung mit Lebensmitteln und Ausrüstung. Progress 10 blieb bis zum 17. Juli mit der Raumstation verbunden und wurde am 19. Juli gezielt zum Absturz gebracht.

### Dritter Besuch: Sojus 37
Am 24. Juli 1980 um 20:02 koppelte mit Sojus 37 eine weitere Interkosmos-Mission an den hinteren Kopplungsstutzen. Kommandant war Wiktor Gorbatko, ein Veteran der ersten Kosmonautengruppe der Sowjetunion. Der zweite Kosmonaut war Bordingenieur Phạm Tuân aus Vietnam. Ein zweites Mal wurde das Raumschiff ausgewechselt: Gorbatko und Tuân kehrten am 31. Juli mit Sojus 36 zur Erde zurück, und Popow und Rjumin setzten Sojus 37 am 1. August an den vorderen Kopplungsstutzen.

### Vierter Besuch: Sojus 38
Die nächste Besuchsmission koppelte am 19. September 1980 an. An Bord von Sojus 38 war außer dem Kommandanten Juri Romanenko mit Arnaldo Tamayo Méndez aus Kuba auch der erste Raumfahrer Lateinamerikas. Die Kopplung am hinteren Kopplungsstutzen erfolgte im Erdschatten, so dass Rjumin das Zünden des Sojus-Triebwerks filmen konnte. Das Forschungsprogramm dauerte wie üblich eine Woche, bis Romanenko und Tamayo Méndez am 26. September um 12:35 abkoppelten und mit Sojus 38 zur Erde zurückkehrten. Dieses Mal war das Raumschiff nicht ausgewechselt worden. Schon vier Tage später, am 30. September um 17:03 wurde der hintere Kopplungsstutzen ein weiteres Mal benutzt, dieses Mal vom Raumfrachter Progress 11. Popow und Rjumin installierten neue Kommunikationsgeräte in der Raumstation und machten die Raumstation fertig für eine unbemannte Periode.

### Rückkehr
Am 11. Oktober begaben sich Popow und Rjumin in ihr Raumschiff Sojus 37 und koppelten um 06:32 von Saljut 6 ab. Progress 11 blieb dabei noch an der Raumstation angedockt. Die Landung erfolgte um 09:49:57 UTC.

## Bedeutung für das Saljut-Programm
Insgesamt war auch diese vierte Expedition zu Saljut 6 sehr erfolgreich. Die Interkosmos-Missionen und der Austausch der Raumschiffe war inzwischen schon Routine, ebenso die Versorgung durch die unbemannten Progress-Frachter. Als Erstleistung konnte das Ankoppeln des neuen Sojus-T-Raumschiffs verzeichnet werden. Auch dieses Mal wurde der Langzeitrekord gebrochen. Popow und Rjumin hatten 184 Tage im Weltall verbracht. Da Rjumin zuvor schon einmal einen Langzeitaufenthalt verbracht hatte, führte er mit 361 Tagen Gesamtzeit im All die Rekordliste mit großem Vorsprung vor seinen jeweiligen Kommandanten Popow und Ljachow an. Die Station Saljut 6 war noch in gutem Zustand, so dass noch eine fünfte Expedition durchgeführt werden konnte. Durch das neue, größere Raumschiff vom Typ Sojus-T war es sogar möglich, eine Drei-Mann-Besatzung ins All zu schicken, was zum letzten Mal bei Sojus 11 und Saljut 1 der Fall gewesen war.